# Paul Whitehouse
Paul Whitehouse (Stanleytown, Glamorgan, 17 de maio de 1958) é um comediante e actor britânico, nascido no País de Gales. O seu trabalho mais conhecido é a série para televisão, Fast Show (1994-1997).